# Пауэлл, Цинци
Цинциннатус «Цинци» Пауэлл (англ. Cincinnatus "Cincy" Powell; 25 февраля 1942, Батон-Руж, штат Луизиана — 9 января 2023, Даллас, США) — американский профессиональный баскетболист, выступал в Американской баскетбольной ассоциации, отыграв восемь из девяти сезонов её существования.

## Биография
Родился 25 февраля 1942 года в Батон-Руже (штат Луизиана), учился в средней школе Маккинли, в которой играл за местную баскетбольную команду.
Нападающий Портлендского университета ростом 6 футов 7 дюймов (2,01 м), Пауэлл был выбран «Сент-Луис Хокс» в восьмом раунде драфта НБА 1965 года. Он не попал в состав «Хоукс», но вскоре расцвёл играя за «Даллас Чапарралс» Американской баскетбольной ассоциации. Он набирал в среднем 18,3 очка и девять подборов в своём первом сезоне с «Чапарралс», а два года спустя он представлял Даллас в Матче всех звёзд AБA. Пауэлл также провёл время с полковниками Кентукки, Юта Старз и Вирджиния Сквайрс, и он завершил свою карьеру в AБA в 1975 году, набрав 9746 баллов. Пауэлл приходится двоюродным братом бывшему госсекретарю США Колину Пауэллу. Сын Пауэлла, Синси-младший, умер в 2004 году в возрасте 35 лет в результате юношеского диабета. Пауэлл является членом Зала славы Портлендского университета.
Умер 9 января 2023 года в Далласе, штат Техас, в возрасте 80 лет.